# الورا
الورا (به اسپانیایی: Álora) یکی از دهستان‌های اسپانیا است که در مالاگا واقع شده‌است.

## خصوصیات
الورا ۷۹٫۲۶ کیلومترمربع مساحت و ۱۳٬۳۹۵ نفر جمعیت دارد و ۲۲۲ متر بالاتر از سطح دریا واقع شده‌است.